# Dedinka

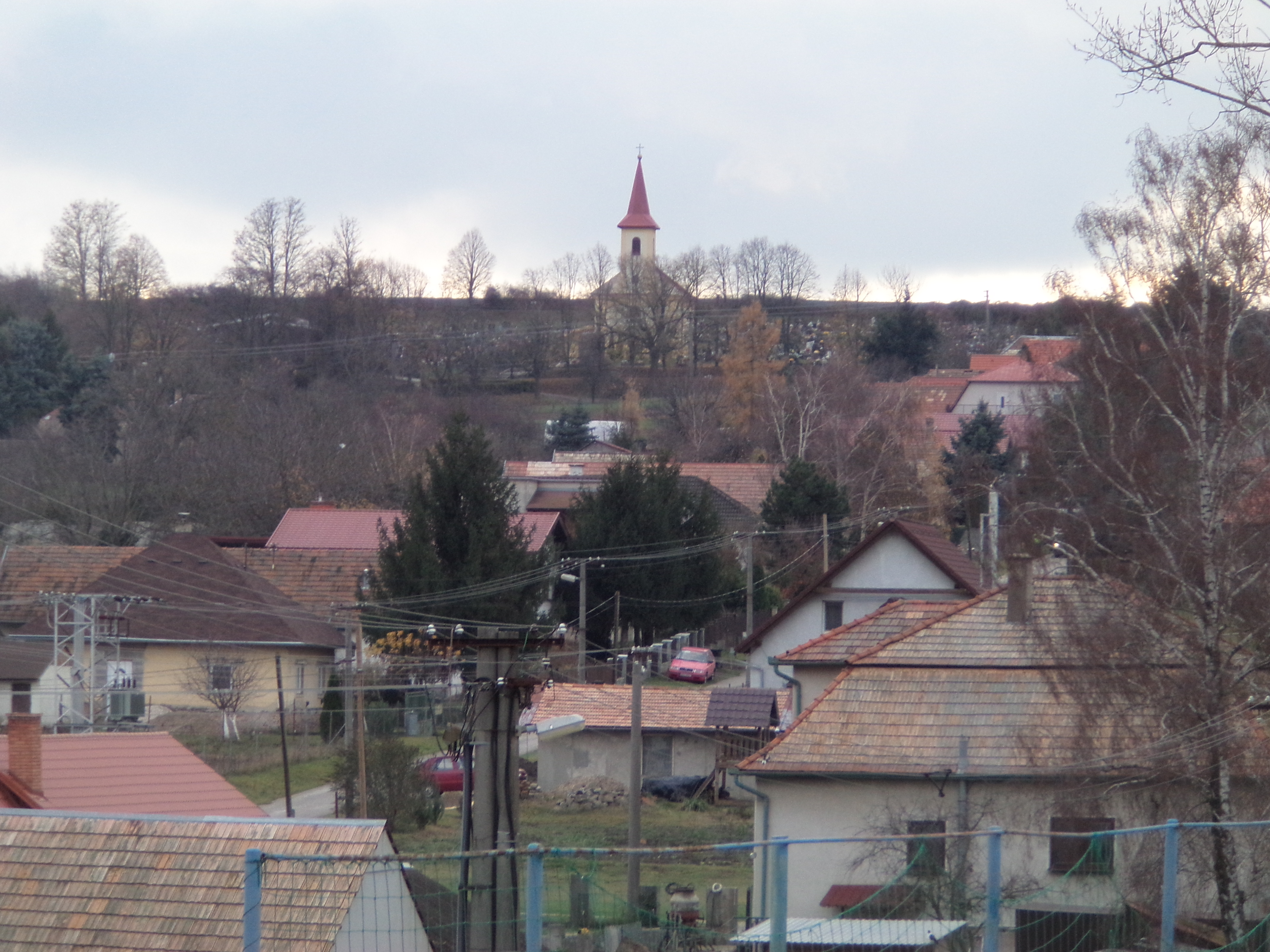
Dedinka (2019)

Dedinka (bis 1948 slowakisch auch „Fajkurt“; ungarisch Fajkürt – bis 1907 Nagyfajkürt) ist eine Gemeinde im Westen der Slowakei mit 632 Einwohnern (Stand 31. Dezember 2024), die zum Okres Nové Zámky, einem Kreis des Nitriansky kraj, gehört.

## Geographie
Die Gemeinde befindet sich im Hügelland Hronská pahorkatina innerhalb des slowakischen Donautieflands. Durch die Gemeinde fließen kleinere Gewässer wie Dedinský potok, Hurbanovský potok und Pereš, die über die Kvetnianka zum Einzugsgebiet des Hron gehören. Das Ortszentrum liegt auf einer Höhe von 180 m n.m. und ist 30 Kilometer von Nové Zámky entfernt.
Nachbargemeinden sind Bardoňovo im Norden, Plavé Vozokany im Osten, Čaka im Südosten, Kolta im Süden, Čechy im Südwesten, Veľké Lovce im Westen und Pozba im Nordwesten.

## Geschichte
Aus der Jungbronzezeit stammt der Grabhügel eines Mädchens mit reichlicher Schmückung, mit ungefähr hundert Gegenständen aus Bronze. Zur gleichen Zeit vermutet man eine Siedlung, die ein paar hundert Meter südlich des heutigen Ortes liegen sollte.
Dedinka wurde zum ersten Mal 1227 als Kurt schriftlich erwähnt und war Besitz der landadligen Familie Kürthy, 1311 zeitweise des Oligarchen Matthäus Csák. Ab dem 16. Jahrhundert gehörten die Ortsgüter den Familien Litassy, Botka und anderen. 1669 wurde der Ort im Zuge der Türkenkriege zerstört. 1828 zählte man 107 Häuser und 686 Einwohner, die als Landwirte beschäftigt waren.
Bis 1918/1919 gehörte der im Komitat Bars liegende Ort zum Königreich Ungarn und kam danach zur Tschechoslowakei beziehungsweise heute Slowakei. Nach dem Ersten Weltkrieg und der Parzellierung der örtlichen Großgüter ließen sich Kolonisten aus der Westslowakei im Ort nieder. Auf Grund des Ersten Wiener Schiedsspruchs lag er 1938–1945 noch einmal in Ungarn.
Zur Gemeinde gehörte auch der ehemals selbstständige Ort Hurbanovce (bis 1948 „Malý Fajkurt“; ungarisch Kisfajkürt), der nach 1808 im bisherigen Ortsteil Majere entstand. Nach 1895 wurde der Ort nach Dedinka eingegliedert, erreichte 1937 wieder Selbstständigkeit und ist seit 1960 erneut Teil von Dedinka.

## Bevölkerung
| Jahr                | 1994 | 2004    | 2014     | 2024     |
| ------------------- | ---- | ------- | -------- | -------- |
| Anzahl der Personen | 889  | 832     | 735      | 632      |
| Unterschied         |      | −6,41 % | −11,65 % | −14,01 % |

| Jahr                | 2023 | 2024    |
| ------------------- | ---- | ------- |
| Anzahl der Personen | 647  | 632     |
| Unterschied         |      | −2,31 % |

Nach der Volkszählung 2011 wohnten in Dedinka 769 Einwohner, davon 756 Slowaken, sieben Magyaren und drei Tschechen. Drei Einwohner machten keine Angabe zur Ethnie.
690 Einwohner bekannten sich zur römisch-katholischen Kirche, fünf Einwohner zur Evangelischen Kirche A. B., vier Einwohner zur reformierten Kirche, zwei Einwohner zu den Zeugen Jehovas und ein Einwohner zur evangelisch-methodistischen Kirche. 53 Einwohner waren konfessionslos und bei 14 Einwohnern wurde die Konfession nicht ermittelt.

## Bauwerke und Denkmäler
- römisch-katholische Kirche Mariä Namen im Spätbarockstil aus dem Jahr 1784
- Landschloss im klassizistischen Stil aus der ersten Hälfte des 19. Jahrhunderts